# Diethelm Strauch
Diethelm Strauch (* 4. Januar 1947; † 25. Mai 2023 in Solingen) war ein deutscher Pädagoge, Grundschullehrer, Dichter und Komponist christlicher Lieder.

## Leben und Wirken
Diethelm Strauch wuchs in Wuppertal-Cronenberg und ab 1948 in Wuppertal-Ronsdorf auf. Er war ein Pädagoge und Grundschullehrer. Danach arbeitete er als Jugendsekretär und Redakteur für den Bibellesebund und war Pastor im Bund Freier evangelischer Gemeinden in Deutschland mit besonderem Dienstauftrag, bevor er 1984 die Leitung der Bibelschule des Diakonischen Werks Bethanien der Freien evangelischen Gemeinden in Solingen übernahm. 1997 war er Mitgründer und von 2001 bis 2015 Leiter der charismatischen Dienstgemeinschaft „standUp“ in Solingen, einem interkonfessionellen Dienst der Seelsorge, Beratung und Heilung. Er war Trainer und Referent und engagierte sich ehrenamtlich im Arbeitskreis des Spring-Festivals.
Bekannt wurde Strauch als Liederdichter und Komponist vieler christlicher Lieder, die auch im Gemeinde-Gesangbuch Ich will dir danken! zu finden sind. Sein bekanntestes Lied „Seid fröhlich in der Hoffnung“ schrieb er für das Missionale-Treffen 1990 in Köln.
Zu den bekanntesten Liedern gehören:
- Halleluja! Lobet Gott in seinem Heiligtum
- Ich will loben den Herrn
- Jesus, ich will gehen, sende mich
- Segne und behüte uns
- Seid fröhlich in der Hoffnung
- Seid Fröhlich, ihr Christen

Die beiden Bände des Liederbuches Sag es allen in deiner Stadt, die er zusammen mit seinem Bruder Peter Strauch herausgab, waren ein wichtiger Bestandteil der Entwicklung moderner christlicher Musik während der 1970er und 1980er Jahren in Deutschland und für die dieses Liedgut vorantreibenden Jugendchorbewegung.

## Privates
Diethelm Strauch war mit der Pädagogin Gerti Strauch (geb. Schmitt) verheiratet und hatte mit ihr fünf Kinder.

## Veröffentlichungen
- mit Peter Hoppler: Schritte ins Leben, Verlag Bibellesebund, Marienheide 1983; 4. Auflage Winterthur 1993, ISBN 978-3-87982-596-7.
- mit Gerti Strauch (Hrsg.): Warum wir noch zusammen sind: Krisen gemeinsam überwinden; Paare erzählen, Brockhaus, Wuppertal 1996, ISBN 978-3-417-11100-2.
- mit Gerti Strauch (Hrsg.): Warum wir noch zusammen sind: Paare erzählen, was ihnen in Krisen geholfen hat, Brockhaus, Wuppertal 2002, ISBN 978-3-417-20609-8

### Liederbücher
- mit Peter Strauch: Sag es allen in deiner Stadt! Neue Lieder für Jugend-Chöre, Hänssler Verlag, Neuhausen-Stuttgart:
  - Band 1: Sag es allen in deiner Stadt!, 1975, ISBN 978-3-7751-0326-8.
  - Band 2: Sag es allen in deiner Stadt!, 1979, ISBN 978-3-7751-0421-0.